# Chiesa di San Biagio degli Armeni
La chiesa di San Biagio degli Armeni è un luogo di culto cattolico di Roma, nel rione Ponte, situata in via Giulia, presso il Palazzo Sacchetti.

## Storia
È chiamata anche San Biagio della Pagnotta, dai piccoli pani benedetti che nel giorno della festa del santo titolare (il 3 febbraio) si distribuiscono al popolo ed in specie ai poveri.
Nei documenti medievali la chiesa assume diversi nomi (San Biagio gastru secuta, gatta secuta, cantu securo, clatro secura, cantu secuta, monte secuto) tutti riconducibili all'espressione de cantu secuta, in riferimento al caput seccutae: nel XIII secolo il popolo chiamava seccuta la sponda del Tevere ove oggi corre via Giulia, e dove il fiume lasciava un ampio deposito di rena e limo.
La chiesa è ricordata più volte nei cataloghi medievali; la sua origine è precedente il X secolo, ma è ricordata per la prima volta in un'epigrafe che si trova al suo interno, datata 1072, ed in cui si ricorda che l'abate Domenico, del monastero annesso (oggi trasformato in hotel), riedificò la chiesa sotto il pontificato di papa Alessandro II. Nel 1836 papa Gregorio XVI affidò la chiesa agli Armeni, che ne fecero la loro chiesa nazionale.

## Descrizione

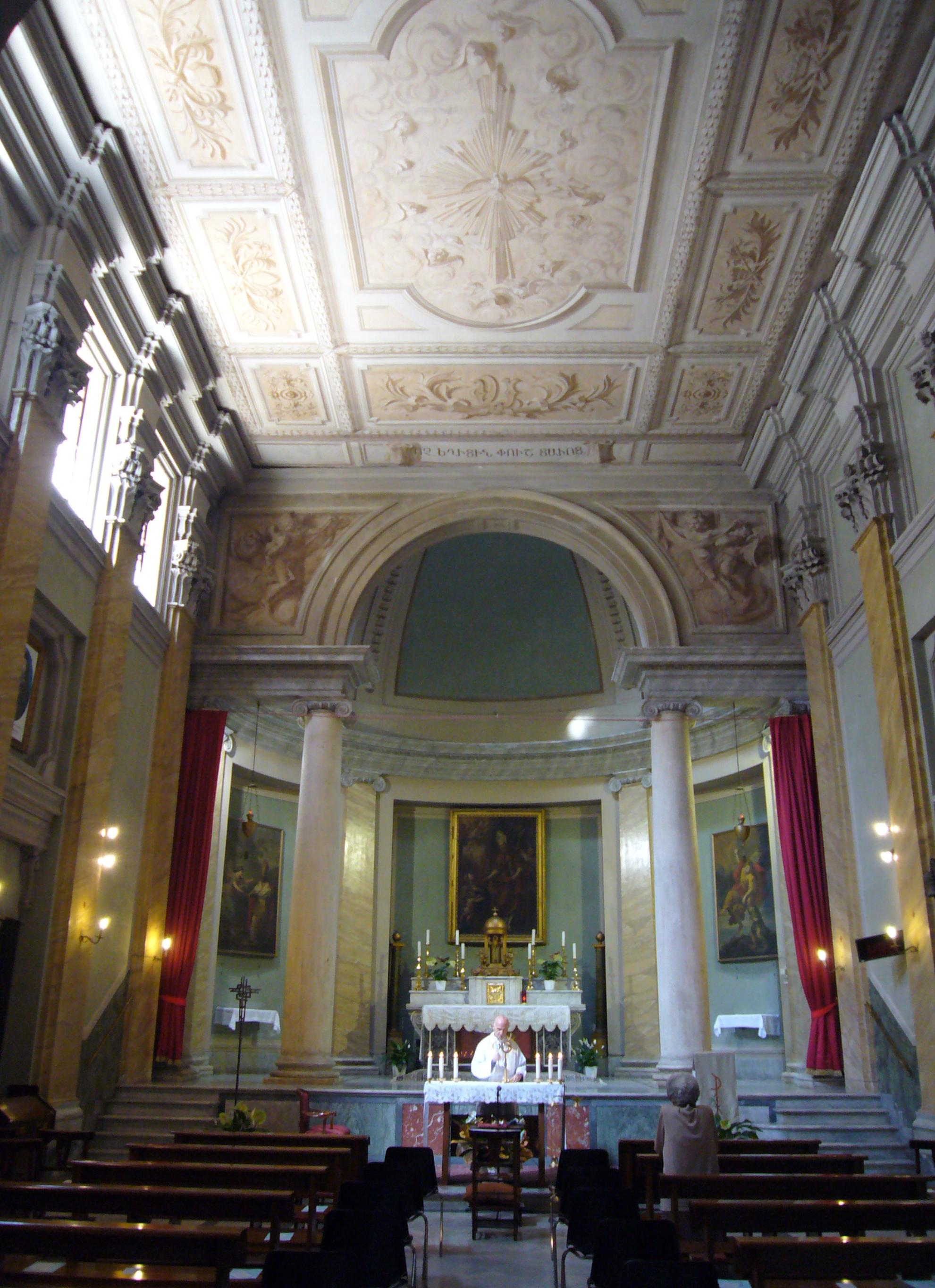
L'interno

L'odierna facciata della chiesa è opera di Giovanni Antonio Perfetti, a cui si deve anche il rifacimento settecentesco della chiesa; in alto si trova un affresco raffigurante San Biagio che compie il miracolo.
All'interno, rinnovato da Filippo Navone nella prima parte dell'Ottocento, sono conservate le reliquie della gola di San Biagio, un affresco di Angeli in atto di adorare il Sacramento di Pietro da Cortona, e un'Immagine della Madonna delle grazie (1671). A sinistra, altare con Icona di Maria S.S. di Ripalta protettrice di Cerignola e Ascoli Satriano. È una copia, dell'originale del 1172, posta a devozione dei cerignolani residenti in Roma, esistente presso il Santuario Diocesano nella campagna cerignolana.